# Долно-Войводино
Долно-Войводино (болг. Долно Войводино) — село в Болгарии. Находится в Хасковской области, входит в общину Хасково. Население составляет 249 человек.

## Политическая ситуация
В местном кметстве Долно-Войводино, в состав которого входит Долно-Войводино, должность кмета (старосты) исполняет Рамадан Изет Джафер (Национальное движение «Симеон Второй» (НДСВ)) по результатам выборов.
Кмет (мэр) общины Хасково — Георги Иванов Иванов (коалиция партий: партия «Родина», демократический союз «Радикалы») по результатам выборов.